# 항동로
항동로(Hangdong-ro)은 대한민국의 인천광역시 부평구 부개동 중심부를 연결하는 도로이다.

## 노선 경로
- (이름 없음) - 동수로
- (이름 없음) - 무네미로

## 주요 건물 및 시설
- 인천일신초등학교 - 인천광역시 부평구 항동로75번길 36